# 파울로 디발라
파울로 브루노 에세키엘 디발라(스페인어: Paulo Bruno Exequiel Dybala, 1993년 11월 15일~)는 아르헨티나의 축구 선수이다. 현재 소속팀은 이탈리아 세리에 A의 로마이다. 포지션은 공격수이다.

## 출전 통계
| 클럽       | 시즌    | 출전 | 득점 | 도움 |
| ---------- | ------- | ---- | ---- | ---- |
| 인스티투토 | 2011-12 | 40   | 17   |      |
| 팔레르모   | 2012-13 | 28   | 3    |      |
| 팔레르모   | 2013-14 | 30   | 5    |      |
| 팔레르모   | 2014-15 | 35   | 13   | 10   |
| 팔레르모   | 합계    | 93   | 21   | 10   |
| 유벤투스   | 2015-16 | 46   | 23   | 9    |
| 유벤투스   | 2016-17 | 48   | 19   | 8    |
| 유벤투스   | 2017-18 | 46   | 26   | 7    |
| 유벤투스   | 2018-19 | 42   | 10   | 4    |
| 유벤투스   | 2019-20 | 46   | 17   | 9    |
| 유벤투스   | 2020-21 | 26   | 5    | 3    |
| 유벤투스   | 2021-22 | 39   | 15   | 7    |
| 유벤투스   | 합계    | 293  | 115  | 47   |
| 로마       | 2022-23 | 38   | 18   | 8    |
| 로마       | 2023-24 | 37   | 16   | 10   |
| 로마       | 2024-25 | 36   | 8    | 4    |
| 로마       | 합계    | 111  | 42   | 22   |

## 수상

#### US 팔레르모[2]
- 세리에 B: 2013–14[3]

#### 유벤투스 FC[2]
- 세리에 A : 2015–16, 2016–17, 2017–18, 2018–19, 2019-20
- 코파 이탈리아 : 2015–16, 2016–17, 2017–18, 2020-21
- 수페르코파 이탈리아나: 2015, 2018, 2020
- UEFA 챔피언스리그 준우승 : 2016-17

#### AS 로마
- UEFA 유로파리그 준우승 : 2022-23

#### 아르헨티나
- FIFA 월드컵 : 2022
- 코파 아메리카 3위 : 2019

### 개인
- 세리에 A 최우수 선수[4] : 2019-20
- 세리에 A 도움왕: 2014–15[5]
- 세리에 A 시즌의 팀: 2015–16,[6] 2016–17,[7] 2017–18[8], 2019-20
- 세리에 A 이 달의 선수 : 20년 7월, 23년 11월, 24년 2월, 24년 4월, 24년 12월
- UEFA 유로파리그 시즌의 팀 : 2022-23
- 코파 이탈리아 득점왕 : 2016–17[9][10]
- FIFA FIFPro 월드11 세컨드팀 : 2017[11]
- ESM 올해의 팀: 2016–17[12]
- 수페르코파 이탈리아나 통산 최다 득점자 : 4골